# Lee Cronbach
Lee Joseph Cronbach (22. dubna 1916, Fresno – 1. října 2001) byl americký psycholog, profesor Stanfordovy univerzity, 48. nejcitovanější psycholog ve 20. století.
Představitel psychometriky, zaobíral se především pedagogickou psychologií, významně přispěl k rozvoji psychologických testů, zejména definicí ukazatele reliability ve smyslu vnitřní konzistence, dnes označovaného jako Cronbachovo alfa.